# Мацумото Хісато
Мацумото Хісато (5 жовтня 1984) — японський плавець.
Учасник Олімпійських Ігор 2008 року.